# Pedro Soares (político)

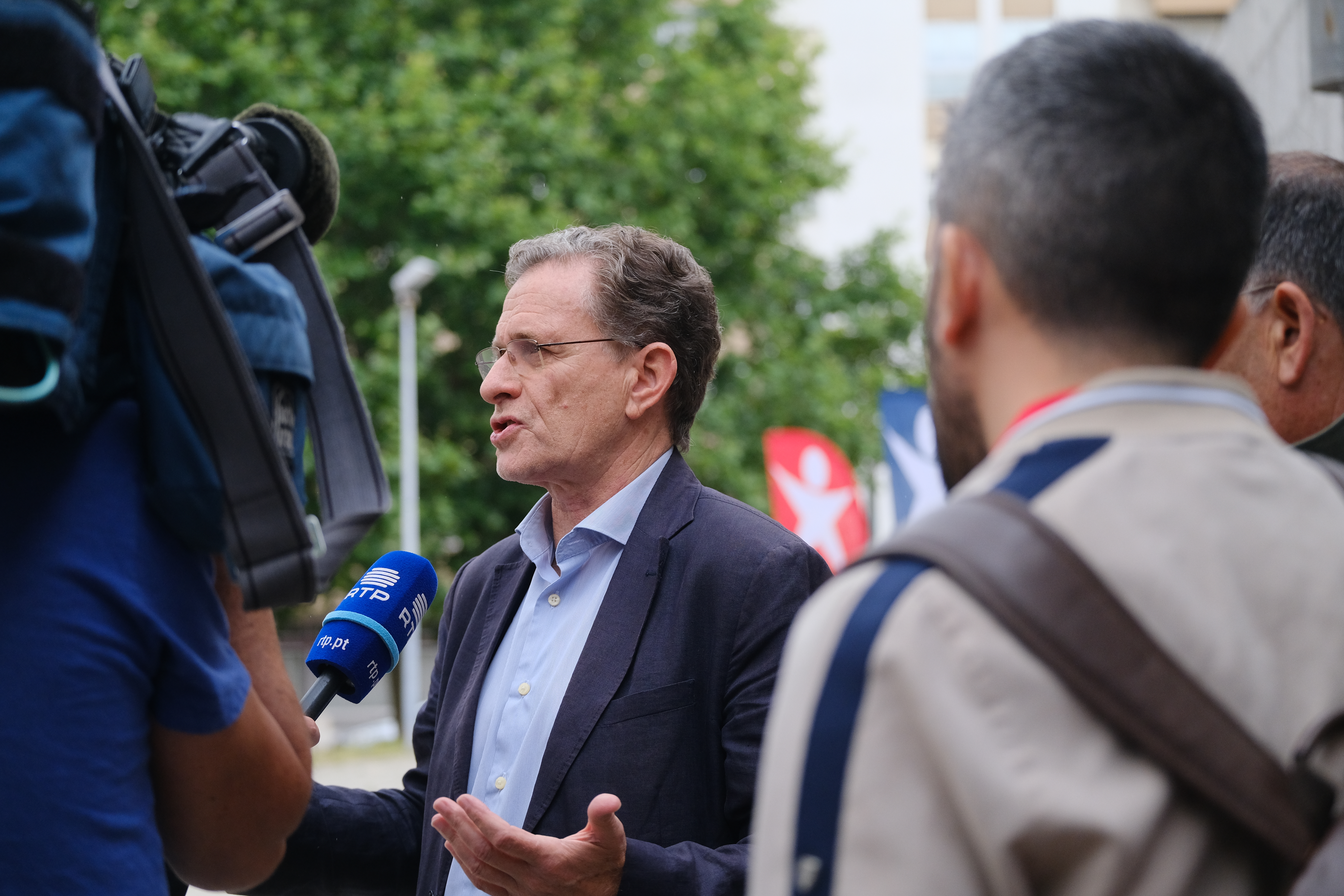
Pedro Soares em 2023

Pedro Manuel Bastos Rodrigues Soares (Peso da Régua, 6 de Março de 1957) é professor universitário e dirigente do Bloco de Esquerda.

## Biografia
Licenciou-se na Faculdade de Letras da Universidade de Lisboa (1996), onde concluiu o mestrado em Geografia e Planeamento Regional e frequenta o doutoramento.
Como investigador revelou interesse pelas áreas de Geografia da Indústria e de Desenvolvimento Regional e Urbano.
É docente no Instituto de Geografia e Ordenamento do Território da Universidade de Lisboa.
Foi deputado na Assembleia da República, eleito pelo círculo eleitoral de Braga na XI Legislatura e na XIII Legislatura.
Como deputado presidiu a Comissão de Agricultura, Desenvolvimento Rural e Pescas (2009-2011) e a Comissão do Ambiente, Ordenamento do Território e Poder Local (2015-2019). Fez ainda parte de outras duas comissões e 3 grupos de trabalho.